# Никитин, Павел Андреевич
Павел Андреевич Никитин (27 августа 1863 — 31 августа 1916) — русский военачальник, генерал-лейтенант, участник Первой мировой войны.

## Биография
Родился в Костроме. Образование получил в Костромском реальном училище. В 1886 году окончил Петербургское пехотное юнкерское училище. Выпущен в Иркутский 93-й пехотный полк. Окончил Николаевскую академию Генерального Штаба в 1893 году по 1-му разряду. Старший адъютант штаба 15-й пехотной дивизии в 1894-1900.  Цензовое командование ротой отбывал в 57-м пехотном Модлинском полку (1897-1898 гг.). Штаб-офицер для поручений при штабе Казанского ВО (1900). Состоял в прикомандировании к Московскому пехотному юнкерскому училищу для преподавания военных наук (1900—1904). Цензовое командование батальоном отбывал в 6-м гренадерском Таврическом полку (1903). Начальник штаба 1-й гренадерской дивизии в 1904—1908 годах. Командир 142-го пехотного Звенигородского полка в 1908—1913 гг.. Командир 2-й бригады 19-й пехотной дивизии (1913—1914). 

### Первая мировая война
Командир бригады 65-й пехотной дивизии (29.07.1914-30.09.1914). Генерал-квартирмейстер штаба 8-й армии. За отличия награждён Георгиевским оружием (1915). Начальник штаба 25-го армейского корпуса с 1915 года. Командующий 5-й пехотной дивизией (с 1916 года). Убит пулей в голову во время осмотра позиций у деревни Лабузы (юго-восточнее Барановичей, ныне Ляховичский район Брестской области). Похоронен на Московском городском братском кладбище. Генерал-лейтенант за боевые отличия; посмертно (1916).

### Награды
- орден Святого Станислава 3-й степени (1896);
- Орден Святой Анны 3-й степени (1900);
- орден Святого Станислава 2-й степени (1903);
- орден Святой Анны 2-й степени (1906);
- Орден Святого Владимира 4-й степени (1909—1910);
- орден Святого Владимира 3-й степени (1912);
- орден Святого Станислава 1-й степени с мечами (1915);
- орден Святой Анны 1-й степени (1915);
- мечи к ордену Святой Анны 1-й степени (1915);
- Св. Владимира 2-й ст. с мечами (ВП 18.03.1916).